# Safia endomelas
Safia endomelas là một loài bướm đêm trong họ Noctuidae.